# Javier Ciga Echandi
 (août 2025).
Javier Ciga Echandi (Pampelune, 1877- 1960) est un peintre espagnol.

## Biographie
Il a commencé ses études à l'École des Arts de Pampelune. Il a remporté le concours d'affiches du Festival de San Fermin quatre fois : 1908, 1909 y 1910 et 1917.
Plus tard, il a déménagé à Madrid pour étudier à l'École des beaux-arts de San Fernando où, dans un court laps de temps, il est devenu professeur et a reçu de nombreuses récompenses, dont cinq médailles d'or.
Il a voyagé entre 1911 et 1914 à l'étranger pour élargir ses connaissances et surtout à Paris où il est entré en contact avec l'impressionnisme et le post-impressionnisme et une de ses œuvres, Paysans basques - Marché de Elizondo, a été incluse dans le Salon de printemps en 1914 .
Au début de la Première Guerre mondiale, il revient en Navarre en 1914, se consacre à la formation artistique des jeunes peintres et réalise des portraits de personnages connus de l'époque comme Estanislao de Aranzadi, Arturo Campion. Il est aussi connu pour la peinture de genre, beaucoup de scènes rurales dans la région de Baztan.
Avec Basiano, Asarta, Lasterra, Muñoz Sola o Zubiri, il est considéré comme l'un des plus grands peintres de Navarre. Une partie de son travail est exposée au Musée de Navarre.